# Liza Barska-Fiszer
Liza Lea Barska-Fiszer – (Liza Fischer) polska aktorka żydowskiego pochodzenia, która zasłynęła głównie z ról w przedwojennych żydowskich filmach i sztukach teatralnych w języku jidysz. Była żoną Hermana Fiszera z którym miała trójkę dzieci: syna Borysa oraz córki Elizę aktorkę i tancerkę oraz Annę śpiewaczkę jazzową. 
Od 1940 roku przebywała w getcie warszawskim, gdzie prawdopodobnie zginęła wraz z mężem i córkami.

## Filmografia
- 1929: W lasach polskich